# Observatório de Ondřejov
O Observatório de Ondřejov é um observatório astronômico tcheco localizado em Ondřejov, ao sudoeste de Praga.

## História

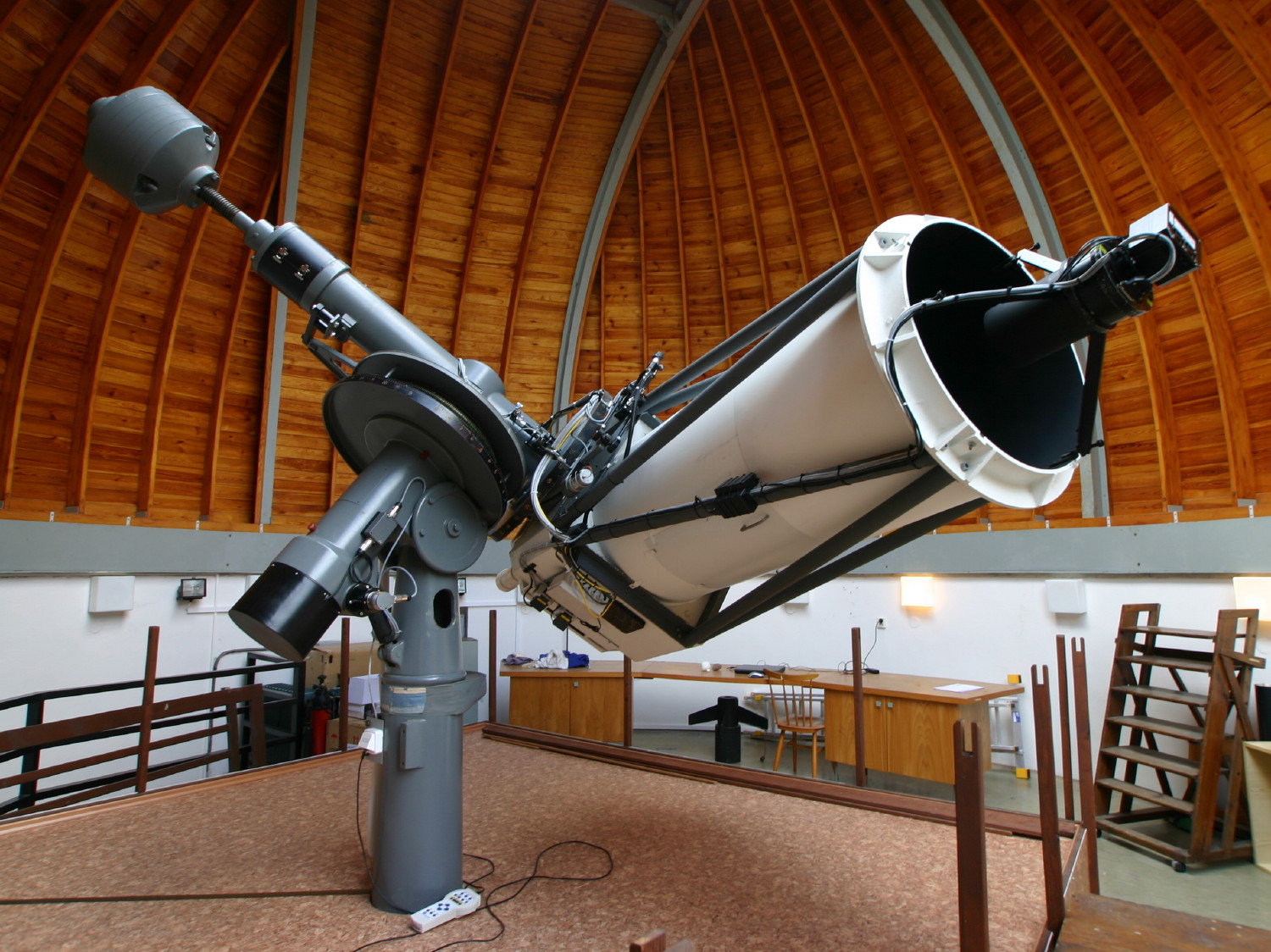
Ondřejov - Telescópio refletor de 65 cm.

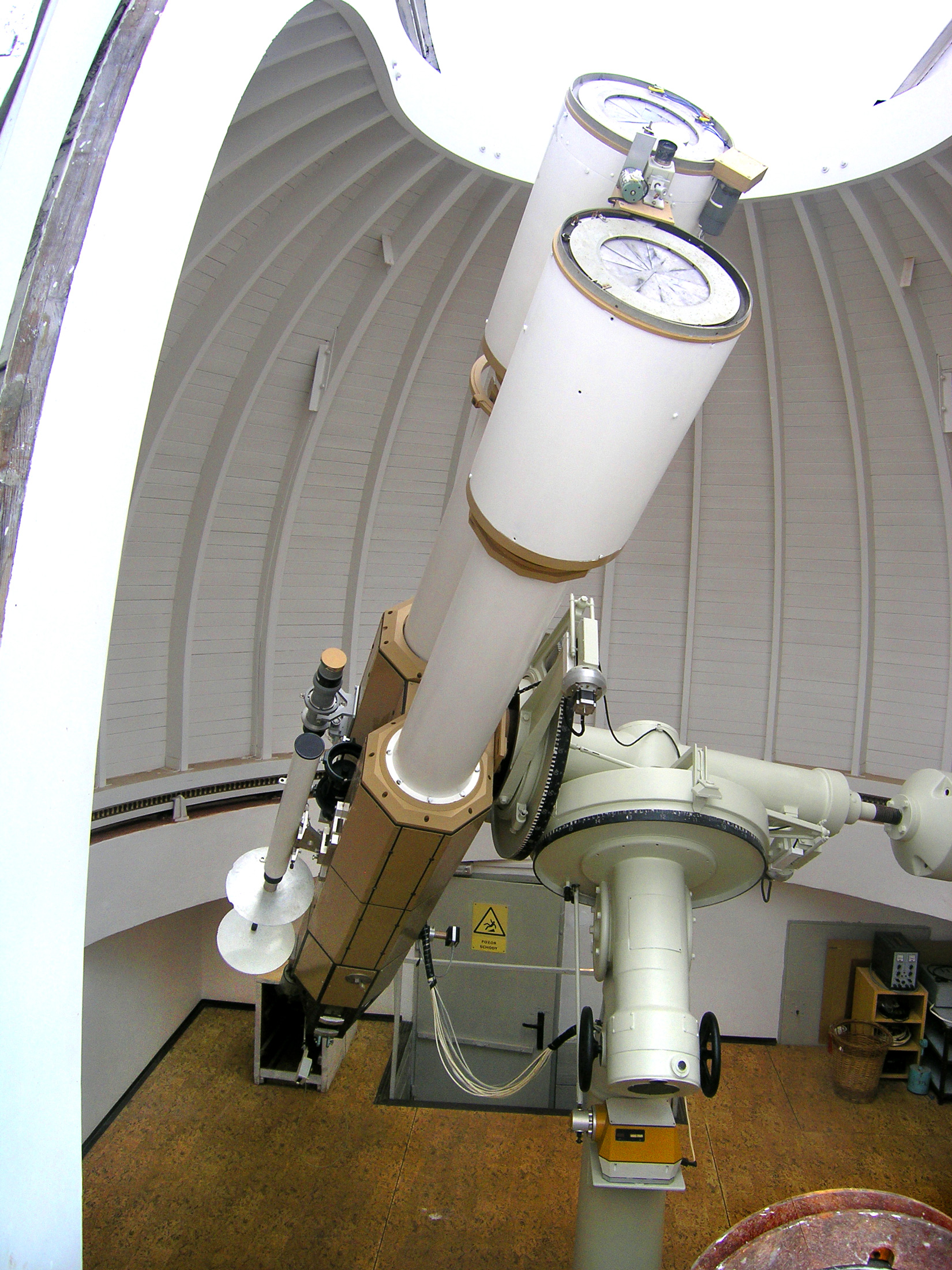
Ondřejov - Telescópio solar.

Foi construído em 1898 por Josef Jan Frič como um observatório privado na aldeia de Ondřejov. Ele está localizado a 35 km a sudeste de Praga. Em 1928, o pequeno observatório foi doado ao estado da Tchecoslováquia, representado pela Universidade Carolina de Praga em 1928.
O Observatório de Ondřejov está localizado a uma altitude de 500 metros. em torno de Praga, em uma área relativamente livre de poluição, este local provou ser muito bem escolhido.
Após a fundação da Academia de Ciências da Tchecoslováquia, em 1953, fundiu-se com o Observatório Astronômico do Estado para criar o Instituto de Astronomia, que agora pertence à Academia de Ciências da República Tcheca. O Instituto de Astronomia da Academia de Ciências da República Tcheca é uma das mais antigas instituições científicas.
Na época da divisão da República Federal na República Tcheca e Eslováquia em 1993, a parte de Praga do observatório foi transferido para umas novas instalações e, Praga-Spořilov.
Neste local trabalharam os astrônomos Lenka Šarounová e Petr Pravec, fazendo numerosas descobertas de asteroides, as obras mais recentes de astrônomos em Ondřejov inclui o estudo da trajetória e origem do Meteoro de Cheliabinsk.